# Lijst van ridderorden van Stalin

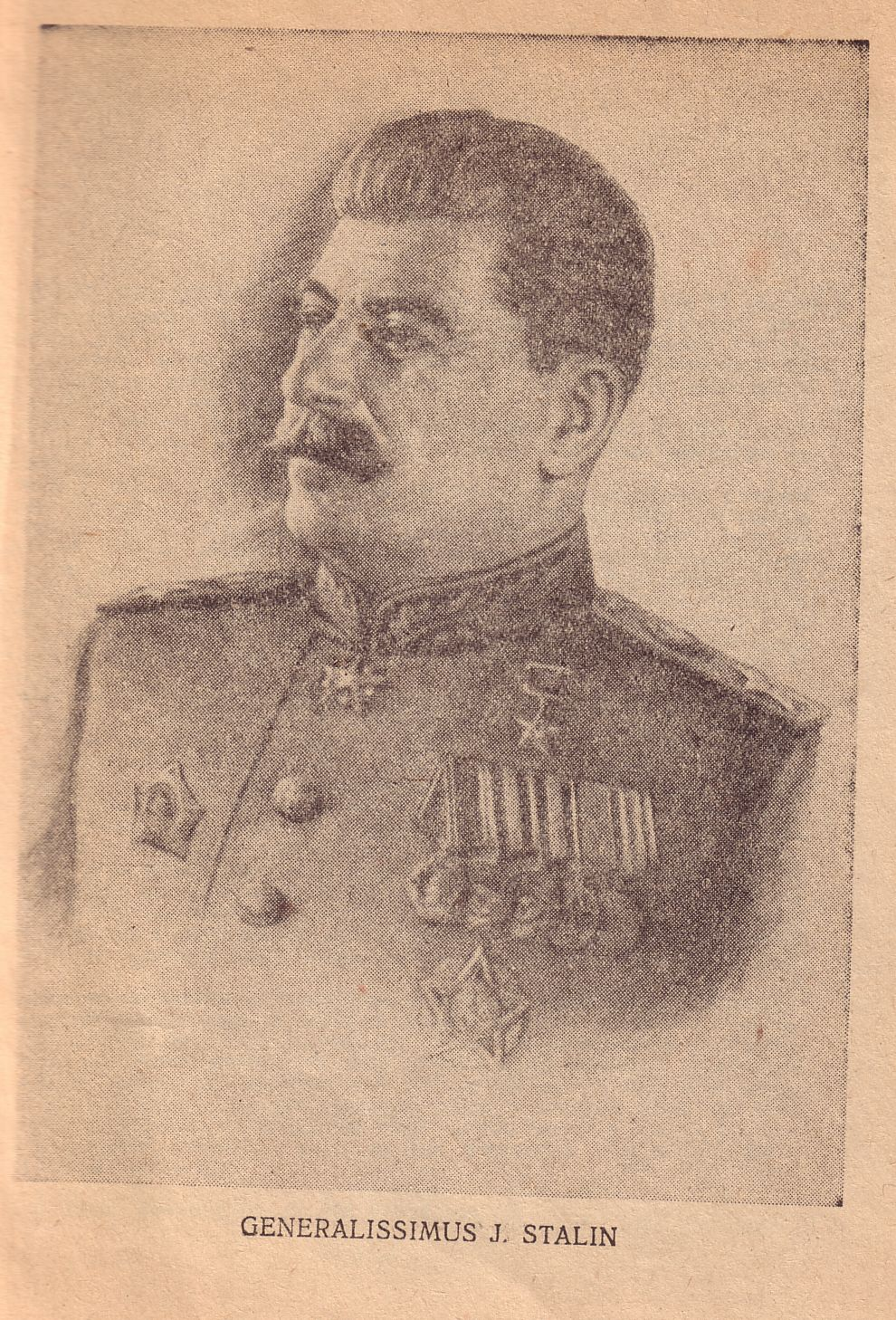
Portret van Stalin met enkele van zijn Sovjet-onderscheidingen

De Russische dictator Jozef Stalin ontving vanuit de socialistische landen een groot aantal eerbewijzen en onderscheidingen. De eerste onderscheidingen werden hem toegekend voor zijn verdiensten in de Russische Revolutie en de daarop volgende burgeroorlog. Stalin was na de stichting van de Sovjet-Unie Volkscommissaris (Minister) voor Nationaliteiten. Hij was verantwoordelijk voor de vele kleine republieken die voor de talloze volkeren en stammen in de Sovjet-Unie werden ingesteld binnen de unie.
Stalin ontving geen onderscheidingen van zijn Duitse bondgenoot of van de Sovjet-Unie voor verdienste in de oorlog tegen Finland of die tegen Polen in september 1939. Voor de strijd tegen nazi-Duitsland, Japan en hun bondgenoten ontving Jozef Stalin Russische en Oost-Europese onderscheidingen maar, anders dan zijn maarschalken en admiraals, geen West-Europese of Amerikaanse onderscheidingen.
Stalin begreep de propagandistische waarde van onderscheidingen goed en droeg, anders dan de maarschalken van de Sovjet-Unie om hem heen, meestal slechts een ster of de beide sterren van zijn heldenorden. Er zijn portretten waarop Stalin op zijn uniform meerdere onderscheidingen draagt. De kleine ster onder de sluiting van de kraag is geen onderscheiding, maar een rangteken voor een Maarschalk van de Sovjet-Unie. Stalin liet zich vanaf 1940 vrijwel steeds in uniform afbeelden.
Het was in de Sovjet-Unie gebruikelijk om orden tweemaal of nog vaker aan dezelfde persoon uit te reiken. Dat was ook bij Stalin het geval.
Stalin was nooit staatshoofd van de Sovjet-Unie. Uit dien voege kon hij de Sovjet-onderscheidingen dus niet dragen. Deze werden hem verleend door het Presidium van het Centraal Comité dat als collectief staatshoofd fungeerde.
Bijna alle orden van Stalin behoren tot het type van de socialistische orde, en hebben een ster als basisontwerp. Alleen de Tsjecho-Slowaakse Orde van de Witte Leeuw volgde met ster, grootlint en meerdere graden de Europese traditie.

## Orden en onderscheidingen
| Jaartal | Afbeelding | Naam                                                                                   | Gelegenheid | Bijzonderheden |
| ------- | ---------- | -------------------------------------------------------------------------------------- | --- | --- |
| 1919    |            | Orde van de Rode Banier                                                                | De orde werd voor bijdragen aan de defensie van Petrograd en onzelfzuchtig werk aan het Zuidelijk Front verleend. De onderscheidingen waren genummerd en Stalin ontving No. 400. Later werd deze ster vervangen door een ster met het fictieve nummer "3". | |
| 1922    |            | Orde van de Rode Ster (Volksrepubliek Boechara) Ie Klasse                              | | Stalin was Volkscommissaris voor de Nationaliteiten |
| 1930    |            | Orde van de Rode Banier                                                                | Besluit van de Praesidium van het Centraal Comité van de Opperste Sovjet. | Ditmaal ging het om verdiensten in vredestijd. Stalin had zich verdienstelijk gemaakt voor tal van bewegingen, de organisatie van de arbeiders, boeren en het Rode Leger. Ook zijn bijdrage aan de sociale hervorming van de Sovjet-Unie werd genoemd. |
| 1938    |            | Jubileummedaille voor de 20e verjaardag van het Rode Leger                             | Besluit van de Praesidium van het Centraal Comité van de Opperste Sovjet. | Als drager van de Orde van de Rode Banier had Stalin recht op deze medaille. |
| 1939    |            | De Gouden Medaille van de Hamer en Sikkel van een Held van de Socialistische Arbeid    | Besluit van de Praesidium van het Centraal Comité van de Opperste Sovjet. | De onderscheiding was een idee van Stalin en hij heeft ook zelf aan het ontwerp bijgedragen. Uiteraard verleende het Praesidium de ster als eerste aan de inmiddels alomgevreesde en almachtige dictator. |
| 1939    |            | Leninorde                                                                              | Stalin ontving de Leninorde samen met zijn titel "Held van de Socialistische Arbeid". | De ster draagt het nummer 6235. |
| 1943    |            | Orde van de Republiek (Volksrepubliek Toeva)                                           | | Toeva was werd een deelrepubliek van de Sovjet-Unie |
| 1944    |            | Het Oorlogskruis van Tsjecho-Slowakije                                                 | Deze onderscheiding werd door de Tsjecho-Slowaakse regering in ballingschap in Londen verleend. | Stalin was na eerst met Hitler te hebben samengewerkt na de Duitse inval een bondgenoot van Tsjecho-Slovakije geworden. Kruis aan het in 1940 gewijzigde lint. |
| 1943    |            | Orde van Soevorov Ie Klasse                                                            | Decreet van het Praesidium van de Opperste Sovjet van 6 november 1943 | Voor het correct leiden van de operaties van het Rode Leger in de strijd tegen de Duitse agressor en voor zijn verdere prestaties ontving Stalin als 112e de met robijnen en platina versierde ster van de Orde van Soevorov. De Orde van Soevoerov was voor offensieven bedoeld, Stalin heeft zich de Orde van Koetoezov, de "orde van de terugtocht" niet laten toekennen.                                                      |
| 1944    |            | Medaille voor de Verdediging van Moskou                                                | Decreet van het Praesidium van de Opperste Sovjet van 4 mei 1944 | Stalin heeft op het laatste moment besloten om in Moskou te blijven en dat heeft bijgedragen aan het moreel van de verdedigers van de stad. Officieel toegekend voor zijn "bijdrage aan de heroïsche verdediging van de stad" en "de organisatie van de nederlaag die de Duitsers voor Moskou werd toegebracht. In werkelijkheid bleef Stalin ver van het front. Medaille nummer 00001 werd op 20 juli 1944 aan Stalin uitgereikt |
| 1944    |            | De Orde van de Overwinning                                                             | Decreet van het Praesidium van de Opperste Sovjet van 29 juli 1944 | Voor het leiden van het Rode Leger tijdens offensieven waarin het Duitse leger werd verslagen en die de militaire situatie in het voordeel van het Rode Leger deden omslaan. De verlening was wat voorbarig, er zouden nog meer dan een miljoen soldaten sneuvelen voordat Hitler verslagen was. De ster is van platina en werd versierd met diamanten en robijnen.                                                               |
| 1944    |            | Orde van de Rode Banier                                                                | Decreet van het Praesidium van de Opperste Sovjet van 3 november 1944 | Ditmaal voor "20 jaar trouwe dienst". De onderscheiding werd inmiddels niet meer op een rozet van rode zijde uitgereikt. De derde maal dat Stalin deze orde ontving. |
| 1945    |            | Medaille voor de Overwinning over Duitsland in de Grote Patriottische Oorlog 1941-1945 | Mei 1945 | Voor 3 maanden militaire - of 6 maanden civiele dienst in de oorlog tegen Duitsland. |
| 1945    |            | Orde van Suha Bator                                                                    | | Mongolië was in de oorlog tegen nazi-Duitsland een bondgenoot van de Sovjet-Unie. |
| 1945    |            | Medaille van de Gouden Ster van een Held van de Sovjet-Unie                            | Toegekend door van het Praesidium van de Opperste Sovjet in het decreet van 26 juni 1945 | Stalin mocht zich nu "Held van de Sovjet-Unie" noemen. |
| 1945    |            | Leninorde                                                                              | | Stalin ontving zijn tweede Leninorde samen met zijn titel "Held van de Soviet-Unie". De Leninorde werd inmiddels aan een lint gedragen. |
| 1945    |            | De Orde van de Overwinning                                                             | Toegekend door het Preasidium van de Opperste Sovjet op 26 juni 1946 | De tweede maal dat Stalin deze kostbare ster ontving. Nu "voor voortreffelijke resultaten bij het organiseren van de krijgsmacht en voor zijn leiderschap tijdens de Grote Patriottische Oorlog die in een volkomen overwinning op nazi-Duitsland eindigde". De ster is van platina en werd versierd met diamanten en robijnen.                                                                                                   |
| 1945    |            | Het tweede aan Stalin verleende Oorlogskruis van Tsjecho-Slowakije                     | Deze onderscheiding werd door de Tsjecho-Slowaakse regering in Praag verleend. | Stalin had al in 1944 een eerste Tsjecho-Slowaaks Oorlogskruis ontvangen. Kruis aan het in 1940 gewijzigde lint. |
| 1945    |            | Militaire Orde van de Witte Leeuw voor de Overwinning                                  | Deze onderscheiding werd door de Tsjecho-Slowaakse regering in Praag verleend. | Deze Tsjecho-Slowaakse militaire onderscheiding werd zeer zelden uitgereikt. Russische troepen hadden Praag en het oostelijk deel van Tsjecho-Slovakije van de Duitsers bevrijd |
| 1945    |            | Grootkruis van de Orde van de Witte Leeuw van Tsjecho-Slovakije                        | Deze onderscheiding werd door de Tsjecho-Slowaakse regering in Praag verleend. | |
| 1945    |            | Medaille voor de Victorie over Japan                                                   | | Na een overompelingsaanval op Mandsjoerije werden de Japanse strijdkrachten gedwongen te capituleren. |
| 1945    |            | Medaille voor Victorie over Japan van Mongolië.                                        | | Монгольская Народная Республика |
| 1946    |            | Medaille ter herinnering aan de 25e Verjaardag van de Mongoolse Volksopstand           | | |
| 1947    |            | Medaille voor het achthonderdjarig bestaan van Moskou                                  | | |
| 1949    |            | Ster behorend bij de titel van Held van de Mongoolse Volksrepubliek                    | | |
| 1949    |            | Orde van Suha Bator                                                                    | | De tweede maal dat Stalin deze kostbare Mongoolse onderscheiding ontving. |
| 1949    |            | Leninorde                                                                              | | Stalin ontving in 1949 voor de derde maal de Leninorde |